# Глен-Роуз (Техас)
Глен-Роуз (англ. Glen Rose) — місто (англ. city) в США, в окрузі Сомервелл штату Техас. Населення — 2659 осіб (2020).

## Географія
Глен-Роуз розташований за координатами 32°14′48″ пн. ш. 97°44′51″ зх. д. / 32.24667° пн. ш. 97.74750° зх. д. (32.246757, -97.747579).  За даними Бюро перепису населення США в 2010 році місто мало площу 10,01 км², з яких 9,98 км² — суходіл та 0,04 км² — водойми.

## Демографія
Згідно з переписом 2010 року, у місті мешкали 2444 особи в 878 домогосподарствах у складі 627 родин. Густота населення становила 244 особи/км².  Було 1030 помешкань (103/км²).
Расовий склад населення:
| - 86,1 % — білих - 1,0 % — азіатів - 0,9 % — корінних американців - 0,7 % — чорних або афроамериканців - 8,8 % — осіб інших рас |

До двох чи більше рас належало 2,6 %. Частка іспаномовних становила 19,5 % від усіх жителів.
За віковим діапазоном населення розподілялося таким чином: 26,2 % — особи молодші 18 років, 54,7 % — особи у віці 18—64 років, 19,1 % — особи у віці 65 років та старші. Медіана віку мешканця становила 39,1 року. На 100 осіб жіночої статі у місті припадало 84,6 чоловіків;  на 100 жінок у віці від 18 років та старших — 80,1 чоловіків також старших 18 років.
Середній дохід на одне домашнє господарство  становив 56 825 доларів США (медіана — 39 063), а середній дохід на одну сім'ю — 70 023 долари (медіана — 51 339). За межею бідності перебувало 14,4 % осіб, у тому числі 14,6 % дітей у віці до 18 років та 10,4 % осіб у віці 65 років та старших.
Цивільне працевлаштоване населення становило 1054 особи. Основні галузі зайнятості: освіта, охорона здоров'я та соціальна допомога — 24,9 %, науковці, спеціалісти, менеджери — 13,9 %, мистецтво, розваги та відпочинок — 12,2 %.